# Discocyrtoides nigricans
Discocyrtoides nigricans is een hooiwagen uit de familie Gonyleptidae.